# 卢伽尔兰达
卢伽尔兰达 （英語：Lugalanda），（约公元前24世纪前后在位）拉格什国王。恩嫩塔尔西之子，继承父位后厉行君主专制政策，与祭司阶层决裂，将神庙财产收归王室，同时对其征收重税。又不断对下层群众进行压榨，致使社会矛盾加剧。约在位6年后为贵族乌鲁卡基那所推翻。

## 扩展阅读
- The original text comes from German Wikipedia （页面存档备份，存于）. It cites Helmut Uhlig: Die Sumerer. Lübbe, Bergisch-Gladbach 1992, S. 208 ff., 211. ISBN 3-404-64117-5. (German)

| 前任： 恩嫩塔尔西 | 美索不达米亚王朝表 | 继任： 乌鲁卡基那 |